# Монастырь Равна
Равненский монастырь является литературным центром с начала болгарской письменности (9-11 вв.). Он расположен в 11 км к северо-западу от Провадии, рядом с железнодорожной станцией Равна на линии София-Варна/Равна. Исследован в 1980-х гг.
Это уникальный скрипторий раннего средневековья мирового значения. Самым важным зданием в монастыре является церковь «Св. Матерь Божия», освященная 23 апреля 897 год.
В монастыре найдено более 330 надписей на 5 различных графических системах. Кроме того, более 3200 картин были найдены вырезанными в стенах монастыря — что пока неизвестно ни в средневековой Болгарии, ни в одной из славянских стран, ни в Византии. Эти графические системы — это руническая письменность, греческая буква, латинская буква, кириллический алфавит, глаголица. Жители этого монастыря, или, по крайней мере, большинство из них, знали и управляли четырьмя графическими системами.
Строго научное открытие произвело на Умберто Эко впечатление, что, посещая Рильский монастырь в 1990-х годах, он воскликнул, что это должно было быть «имя Розы». Археологический и архитектурный памятник относится ко времени так называемого золотого века болгарской культуры.
Монастырь был сожжен печенегами в 11 веке.